# 막스 슈레크
막스 슈레크(독일어: Max Schreck, 1879년 9월 6일 ~ 1936년 2월 20일)는 20세기 독일의 배우이다. 고전 영화 《노스페라투: 공포의 교향곡》(1922)에서 흡혈귀 오를로크 백작(드라큘라 백작)을 연기했다.